# Université d'art et de design du Tōhoku
L'université d'art et de design du Tōhoku (東北芸術工科大学, Tōhoku geijutsu kōka daigaku) est une université privée située à Yamagata, préfecture de Yamagata au Japon, fondée en 1991.

## Source
- (en) Cet article est partiellement ou en totalité issu de l’article de Wikipédia en anglais intitulé « Tohoku University of Art and Design » (voir la liste des auteurs).